# Pozo Colorado

Pozo Colorado is een deel van de gemeente Villa Hayes in Paraguay. Het was tot 1999 de hoofdplaats van het departement Presidente Hayes. Het kent enige beroemdheid doordat er het standbeeld van de Amerikaanse president Rutherford B. Hayes is opgericht. Hij zorgde na de verloren Oorlog van de Drievoudige Alliantie voor gebiedsteruggave aan Paraguay en geldt daarom als volksheld, hoewel hij Paraguay nooit bezocht heeft.